# تداخل‌سنجی

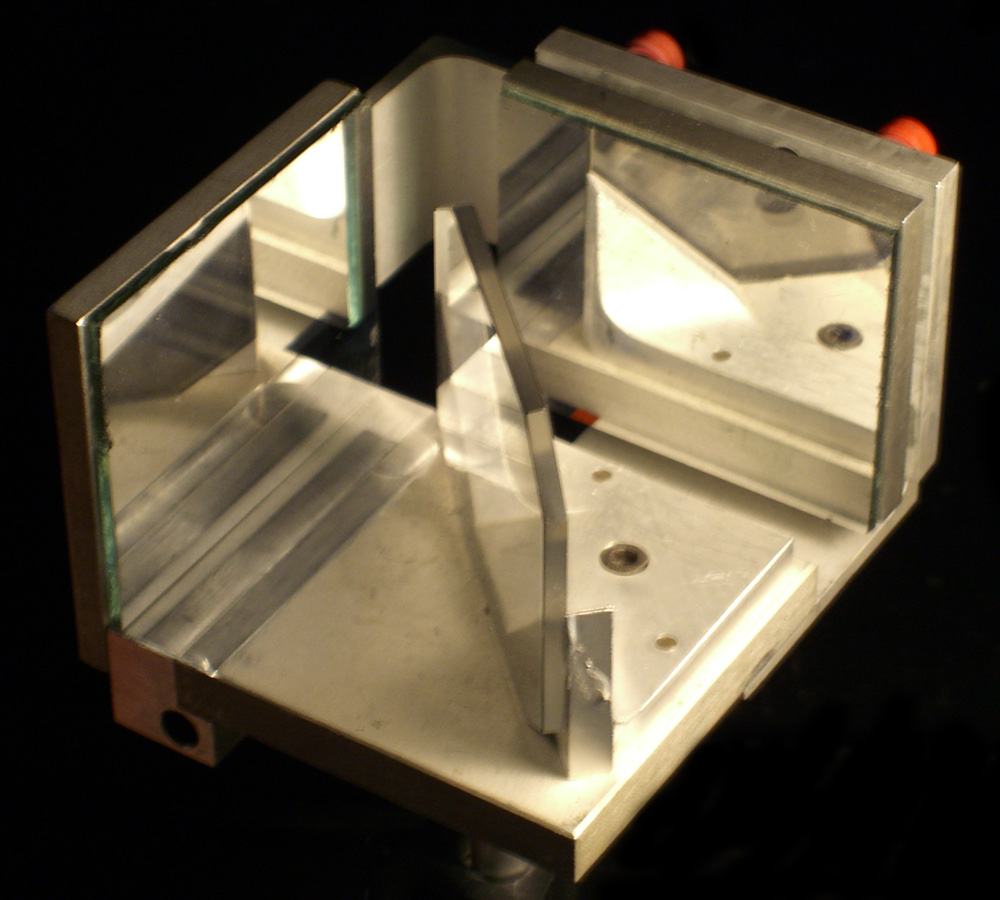
یک تداخل‌سنج

تداخل سنجی (به انگلیسی: interferometry) دانش ترکیب دو یا چند موج است به نحوی که با بررسی موج حاصل از این ترکیب بتوان اطلاعاتی در مورد موج‌های ورودی بدست آورد. ابزاری که برای تداخل امواج بکار می‌رود تداخل‌سنج نامیده می‌شود. تداخل‌سنجی روشی مهم برای تحقیق در زمینه‌های اخترشناسی، اندازه‌گیری، فیزیک نور، فیزیک هسته‌ای، فیزیک ذرات، فیزیک پلاسما، فیبر نوری، زمین‌شناسی، زلزله‌شناسی، اقیانوس‌سنجی، مکانیک کوانتومی و سنجش از راه دور است.

## تداخل‌سنج
تداخل‌سنج ابزاری است که بر اساس خواص موجی امواج الکترومغناطیس به خصوص نور مرئی می‌تواند اندازه‌گیری‌های بسیاری دقیقی از کمیات فیزیکی انجام دهد.

### اساس کار تداخل سنج‌ها
اساس کار تداخل سنج‌ها بر پایه اصول تداخل نور می‌باشد. بر اساس اصول تداخلی چنانچه دو منبع نوری همدوس نورشان با یکدیگر تداخل کند این پرتوها با یکدیگر برهم‌نهی نموده و نتیجه این برهم‌نهی نواحی تاریک و روشن در فضا خواهند بود. اگر تغییری در محیط انتشار این دو پرتو یا هرکدام از آن‌ها رخ دهد (مانند تغییر دما، فشار، طول موج و مانند آن) نقش تداخلی دو پرتو (نواحی تاریک و روشن) تغییر خواهد کرد با ثبت این تغییرات و اندازه‌گیری آن‌ها می‌توان به تغییرات روی داده در محیط پی برد.

#### تقسیم‌بندی تداخل‌سنج‌ها

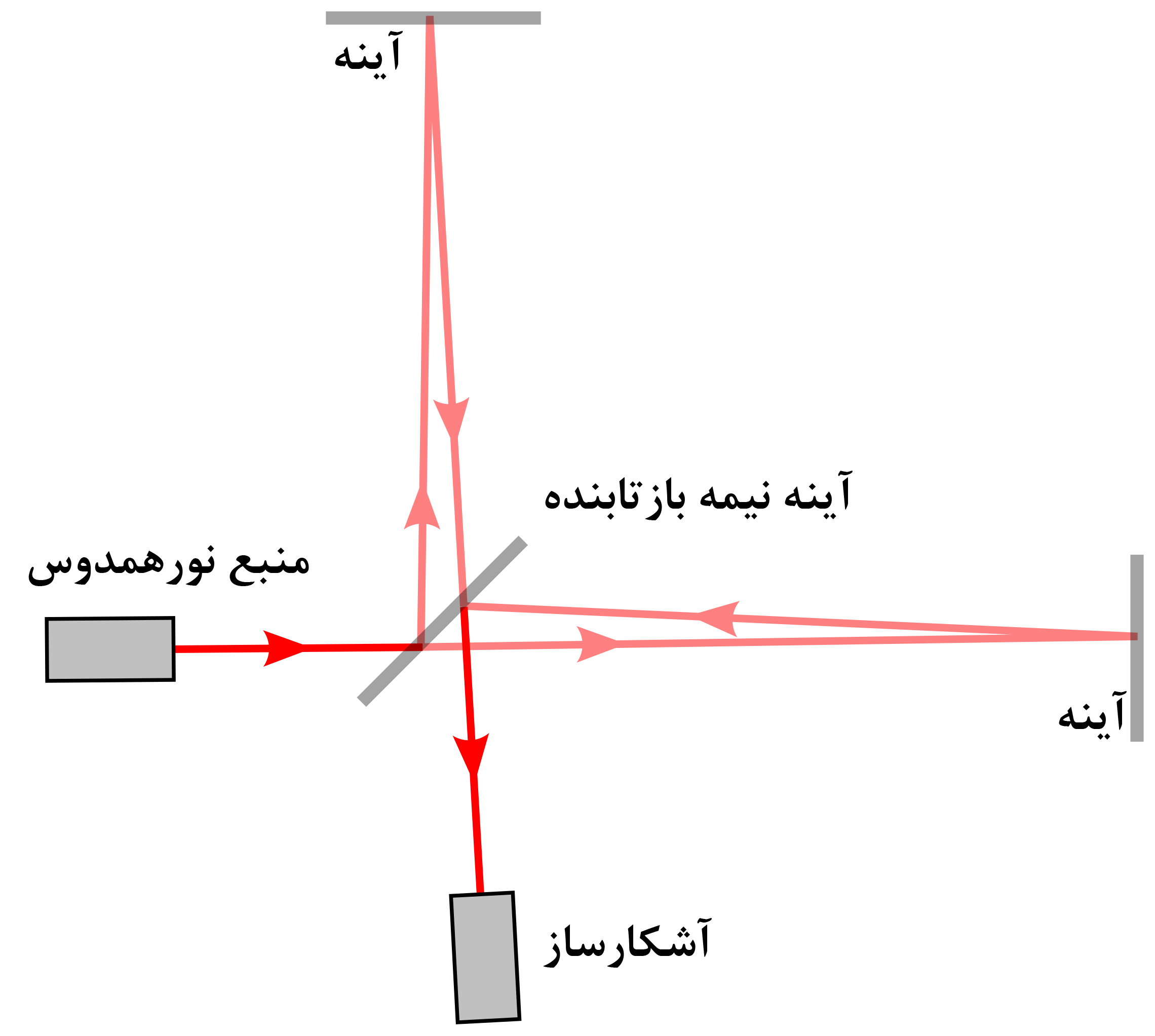
شکل ۱. مسیر نور از طریق تداخل‌سنج مایکلسون. دو پرتو نور با یک منبع مشترک در آینه نیمه نقره‌ای ترکیب می‌شوند تا به آشکارساز برسند. اگر امواج نور آنها هم فاز برسند، ممکن است تداخل سازنده (تقویت شدت) داشته باشند، یا اگر ناهم فاز برسند، تداخل مخرب (تضعیف شدت) داشته باشند، که این به فاصله دقیق بین سه آینه بستگی دارد.

- تداخل‌سنج‌های تقسیم دامنه
- تداخل‌سنج‌های تقسیم جبهه موج

## اصول پایه تداخل‌سنجی
تداخل‌سنجی از اصل برهم‌نهی برای ترکیب موج‌ها استفاده می‌کند به گونه‌ای که نتیجهٔ ترکیب آن‌ها ویژگی قابل‌تشخیصی داشته باشد که نشان‌دهندهٔ وضعیت اولیهٔ موج‌ها باشد. این روش به این دلیل مؤثر است که وقتی دو موج با فرکانس یکسان ترکیب می‌شوند، الگوی شدت حاصل به اختلاف فاز بین دو موج بستگی دارد—موج‌هایی که هم‌فاز باشند دچار تداخل سازنده می‌شوند، در حالی که موج‌های ناهم‌فاز تداخل مخرب ایجاد می‌کنند. موج‌هایی که نه کاملاً هم‌فاز و نه کاملاً ناهم‌فاز باشند، الگوی شدتی بینابینی ایجاد می‌کنند که می‌تواند برای تعیین اختلاف فاز نسبی آن‌ها استفاده شود. بیشتر تداخل‌سنج‌ها از نور یا سایر اشکال موج‌های الکترومغناطیسی استفاده می‌کنند.
به طور معمول (مانند شکل ۱، پیکربندی معروف مایکلسون)، یک پرتو ورودی از نور همدوس توسط یک تقسیم‌کننده پرتو (یک آینه نیمه‌شفاف) به دو پرتو یکسان تقسیم می‌شود. هر یک از این پرتوها مسیر جداگانه‌ای طی می‌کند که به آن مسیر گفته می‌شود، و سپس پیش از رسیدن به آشکارساز دوباره ترکیب می‌شوند. تفاوت در مسیر طی‌شده توسط هر پرتو، باعث ایجاد اختلاف فاز بین آن‌ها می‌شود. این اختلاف فاز است که الگوی تداخل بین موج‌های اولیهٔ یکسان را ایجاد می‌کند. اگر یک پرتو در دو مسیر تقسیم شده باشد، آن‌گاه اختلاف فاز نشان‌دهندهٔ هر چیزی است که فاز را در طول مسیر تغییر دهد. این تغییر می‌تواند ناشی از تغییر فیزیکی در طول مسیر نوری یا تغییر ضریب شکست در مسیر باشد.

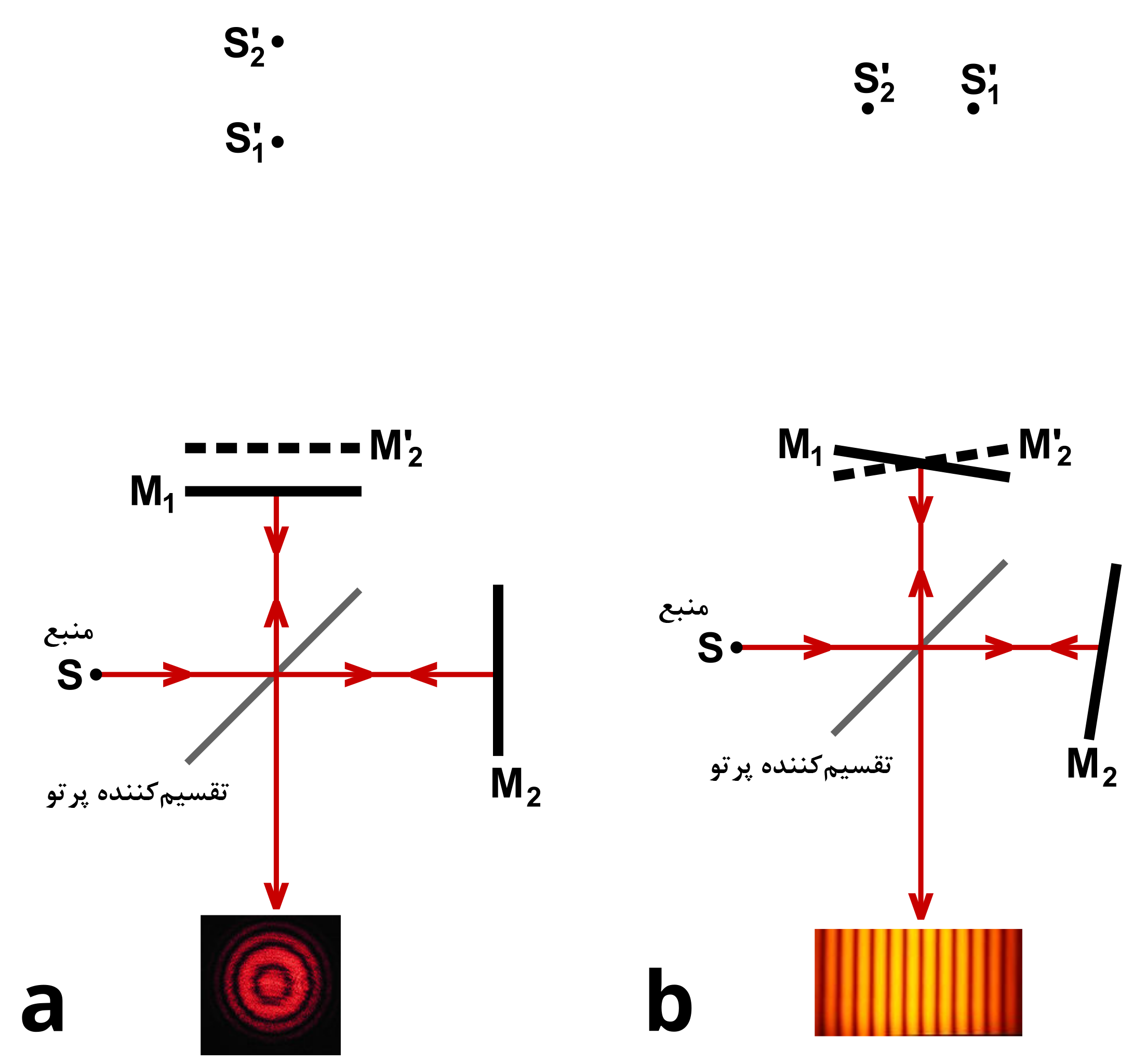
شکل ۲. تشکیل نوارهای تداخلی در تداخل‌سنج مایکلسون

همان‌طور که در شکل‌های ۲a و ۲b دیده می‌شود، ناظر دید مستقیمی از آینه M1 از طریق تقسیم‌کننده پرتو دارد و تصویر بازتابی M′2 از آینه M2 را نیز می‌بیند. نوارهای تداخلی را می‌توان نتیجهٔ تداخل نوری بین دو تصویر مجازی S′1 و S′2 از منبع اصلی S تفسیر کرد. ویژگی‌های الگوی تداخل به نوع منبع نور و تنظیم دقیق آینه‌ها و تقسیم‌کننده پرتو بستگی دارد. در شکل ۲a، عناصر نوری به‌گونه‌ای تنظیم شده‌اند که S′1 و S′2 با ناظر در یک راستا قرار دارند، و الگوی تداخل حاصل شامل دایره‌هایی متمرکز بر خط عمود بر M1 و M′2 است. اگر مانند شکل ۲b، آینه‌های M1 و M′2 نسبت به یکدیگر کج شده باشند، نوارهای تداخل معمولاً به شکل مقاطع مخروطی (مانند هذلولی) ظاهر می‌شوند، ولی اگر M′1 و M′2 هم‌پوشانی داشته باشند، نوارهای نزدیک محور مستقیم، موازی و با فاصله‌های مساوی خواهند بود. اگر منبع نور S یک منبع گسترده باشد نه یک نقطه‌ای، نوارهای شکل ۲a باید با تلسکوپی در حالت فوکوس در بی‌نهایت دیده شوند، در حالی که نوارهای شکل ۲b بر روی آینه‌ها متمرکز خواهند بود.

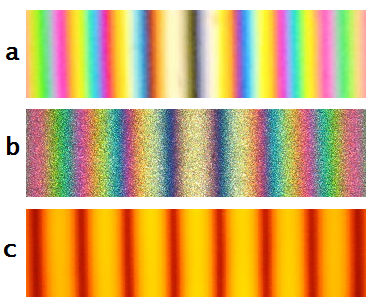
a:نوارهای نور سفید زمانی که دو پرتو از نظر تعداد وارونگی فاز با هم تفاوت دارند؛b: نوارهای نور سفید زمانی که دو پرتو تعداد یکسانی وارونگی فاز را تجربه کرده‌اند؛c: الگوی نوار با استفاده از نور تک‌رنگ (خطوط D سدیم)

استفاده از نور سفید باعث ایجاد الگوی نوارهای رنگی می‌شود (شکل ۳ را ببینید). نوار مرکزی که نشان‌دهندهٔ برابر بودن طول مسیر است، ممکن است روشن یا تاریک باشد که این به تعداد وارونگی فاز که هر پرتو در حین عبور از سیستم نوری تجربه می‌کند، بستگی دارد (برای بحث بیشتر به مقاله "تداخل‌سنج میکل‌سون" مراجعه کنید).

## تداخل‌سنجی در نجوم
- تلسکوپ کک
- تلسکوپ ال‌بی‌تی
- تداخل‌سنج نوری آزمایشی نیروی دریایی

### انواع تداخل‌سنج
- فابری-پرو
- لومر-گرکه
- ماخ-زندر
- مارتین-پاپلت
- مایکلسون
- سایناک
- واتسون